# Gary Sanchez Productions
Gary Sanchez Productions est une société de production de cinéma et de télévision américaine créée par Will Ferrell et Adam McKay en 2006.

## Filmographie
- 2006 : The Foot Fist Way d'Jody Hill
- 2008 : Frangins malgré eux d'Adam McKay
- 2009 : The Goods: Live Hard, Sell Hard d'Neal Brennan
- 2010 : Very Bad Cops d'Adam McKay
- 2010 : The Virginity Hit d'Huck Botko, Andrew Gurland
- 2012 : Tim and Eric's Billion Dollar Movie d'Tim Heidecker, Eric Wareheim
- 2012 : Casa de mi Padre d'Matt Piedmont
- 2012 : Moi, député d'Jay Roach
- 2012 : Bachelorette d'Leslye Headland
- 2013 : Hansel et Gretel : Witch Hunters d'Tommy Wirkola
- 2013 : Légendes vivantes d'Adam McKay
- 2014 : Tammy d'Ben Falcone
- 2014 : Welcome to Me d'Shira Piven (en)
- 2015 : En taule : Mode d'emploi d'Etan Cohen
- 2015 : Grossesse sous surveillance[2] d'Rachel Lee Goldenberg
- 2015 : Very Bad Dads[3] d'Sean Anders
- 2016 : The Boss d'Ben Falcone
- 2017 : Vegas Academy : Coup de poker pour la fac d'Andrew Jay Cohen
- 2017 : Very Bad Dads 2 d'Sean Anders
- 2018 : Ibiza d'Alex Richanbach
- 2018 : Vice d'Adam McKay
- 2018 : Holmes & Watson d'Etan Cohen
- 2020 : Eurovision Song Contest: The Story of Fire Saga[4] d'David Dobkin